# Família homoparental

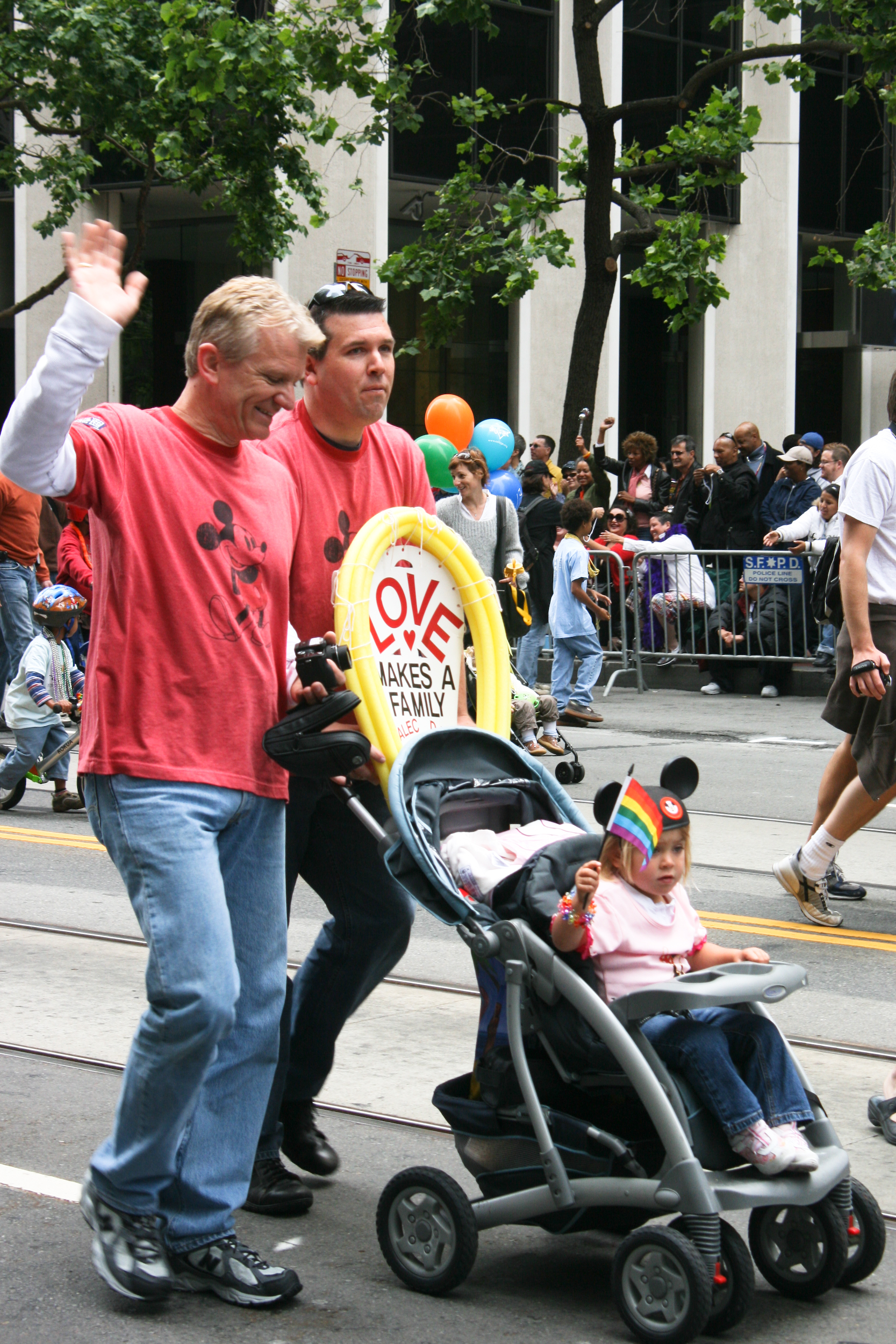
Parella masculina amb el seu fill.

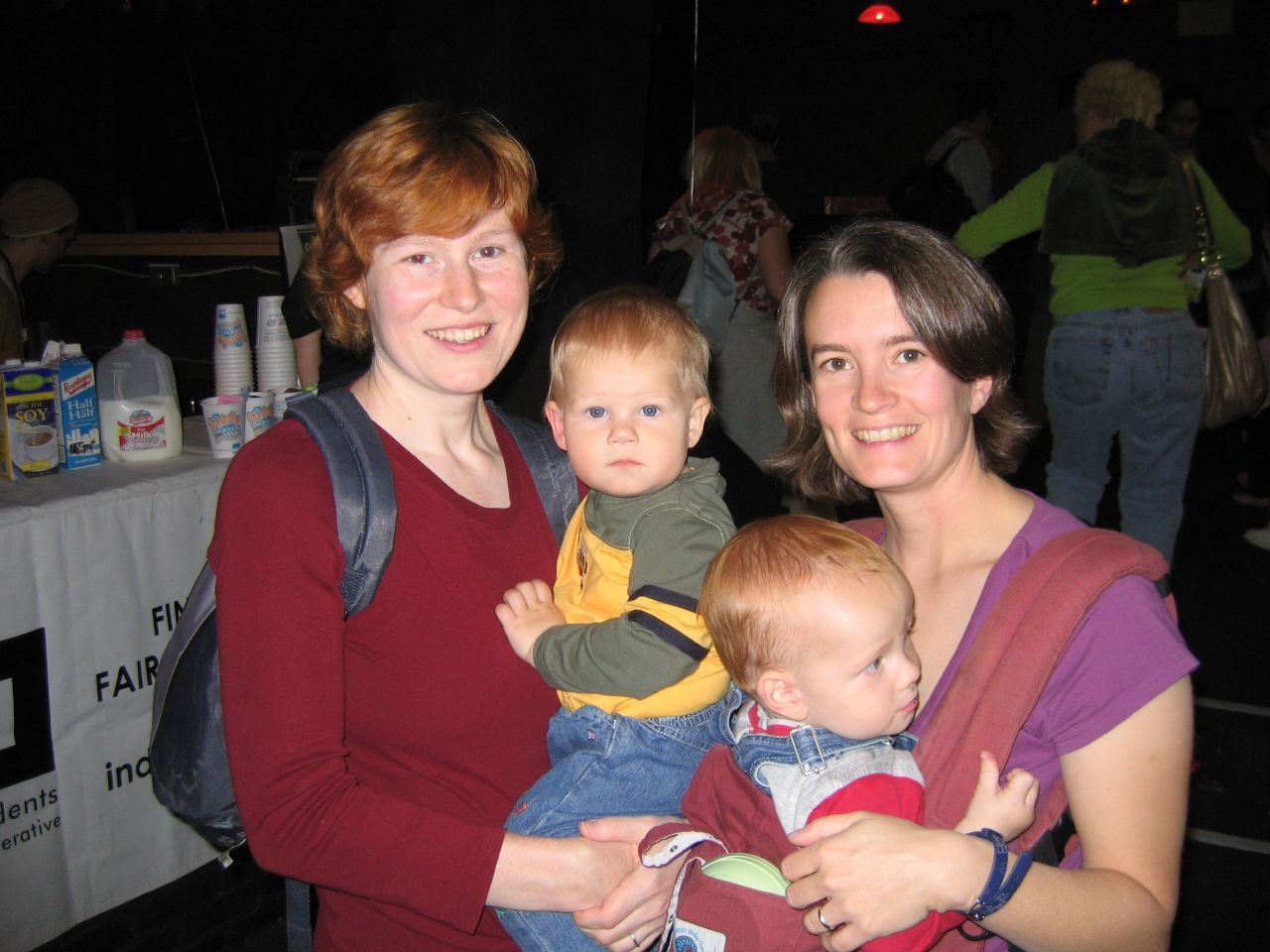
Parella femenina amb infants.

Una família homoparental és una família formada per una parella homosexual amb un o més fills, en contraposició de la família heteroparental o família "tradicional". Existeixen dues variants, la família homoparental femenina i la família homoparental masculina, en la que la parella és formada per dues dones o dos homes respectivament.
Els opositors a la criança entre persones del mateix sexe argumenten que té un impacte advers en els nens. Tanmateix, la investigació científica mostra constantment que els pares lesbianes i gais són tan capaços i aptes com els pares heterosexuals i que els fills criats per lesbianes i gais ] els pares estan psicològicament tan sans i ben adaptats com els criats per pares heterosexuals. Les principals associacions professionals de metges, psicòlegs, psiquiatres, psicoanalistes, pediatres, terapeutes i treballadors socials no han identificat investigacions empíriques creïbles que suggereixin el contrari.

## Reconeixement legal
La llei 3/2005 de 8 d'abril, del Parlament de Catalunya, va permetre permet l'adopció conjunta a les parelles gais a Catalunya. El reconeixement complet de les famílies homoparentals a l'estat espanyol va arribar amb la reforma del Codi Civil de 30 de juny de 2005, popularment coneguda com a Llei del Matrimoni Homosexual. L'estat francès permet l'adopció conjunta des de 2013, i Andorra des de 2014. A Itàlia no s'hi permet.
El 2023, 36 estats permetien l'adopció per part de parelles del mateix gènere, la majoria a Europa i Amèrica. La igualtat en l'adopció es considera una de les fites més importants en relació als drets LGBT. Les parelles homosexuals sovint troben dificultats per fer adopcions internacionals, perquè la majoria de països d'origen dels infants no reconeixen aquest tipus de relacions.

## Formes
Les persones LGBT poden convertir-se en pares a través de diversos mitjans, com ara relacions actuals o passades, criança compartida, adopció, acolliment familiar, inseminació amb donant, fecundació in vitro recíproca i gestació subrogada. Un home gai, una lesbiana o una persona transgènere que fa una transició més tard a la vida pot tenir fills dins d'una relació de sexe oposat, com ara un matrimoni d'orientació mixta, per diverses raons.
Alguns nens no saben que tenen un pare o una mare LGBT; els problemes de sortida de l'armari varien i alguns pares poden no revelar mai als seus fills que s'identifiquen com a LGBT. En conseqüència, la manera com els infants reaccionen a la sortida de l'armari dels seus pares LGBT té poc a veure amb la seva orientació sexual o identificació de gènere, sinó amb com respon qualsevol dels pares als actes de sortida de l'armari; és a dir, si hi ha una dissolució de les parelles parentals o si els pares mantenen una relació sana, oberta i comunicativa després de la sortida o durant la transició en el cas dels pares trans.
Moltes persones lesbianes, gais, bisexuals i transsexuals són pares. Al cens dels Estats Units del 2000, per exemple, el 33% de les llars amb parelles del mateix sexe de dones i el 22% de les llars amb parelles del mateix sexe d'homes van declarar que hi vivia almenys un fill menor de 18 anys. L'any 2005, s'estimava que 270.313 nens als Estats Units vivien en llars encapçalades per parelles del mateix sexe.

### Adopció

Situació legal de l'adopció homoparental:
S'hi permet l'adopció homparental
Quan un dels dos pares o mares és el progenitor biològic, s'hi permet adoptar a l'altre pare o mare
Encara que el matrimoni homosexual és legal, no s'hi permet l'adopció homoparental
No s'hi permet l'adopció homoparental

L'adopció conjunta per parelles del mateix sexe és legal en 35 països i en alguns territoris subnacionals. Alguns països inclouen Argentina, Brasil, Colòmbia, Suècia i els Estats Units. Així mateix, alguns territoris subnacionals inclouen les Illes Caiman, la Ciutat de Mèxic i Puebla. A més, dos països (Estònia i San Marino) i una jurisdicció subnacional o territori dependent (Hong Kong) han legalitzat o permès alguna forma d'adopció per part de fill adoptiu. L'adopció per part de fill adoptiu es defineix com l'adopció per part d'una parella del fill de la seva parella. Tanmateix, l'adopció per fillastre no és legal ni reconeguda en alguns països, inclosa Itàlia.
L'heterosexisme institucional (definit com a actituds i accions desiguals i inequitatives dins de la presa de decisions i el processament d'una institució (escoles, hospitals, etc.) es pot observar en les polítiques d'adopció en moltes parts del món: alguns països o estats prohibeixen explícitament l'adopció per part d'individus obertament queer, incloses les persones lesbianes, gais o bisexuals. Altres jurisdiccions prenen decisions sobre si les persones LGBT poden adoptar cas per cas, amb una gran variabilitat entre agències depenent de l'enfocament de l'agència (nens amb necessitats especials, nadons, etc.), l'afiliació religiosa de l'agència si n'hi ha, i la disposició dels supervisors d'àrea i els treballadors de col·locació.
També hi ha barreres legals per a les adopcions internacionals, ja que actualment cap país que participi activament en l'adopció internacional (per exemple, Xina, Guatemala) permet l'adopció per part de persones lesbianes i gais que s'identifiquen obertament. Les persones bisexuals, transgènere i transsexuals no solen ser nomenades explícitament, però presumiblement estan incloses en aquestes prohibicions.
Cal destacar que els drets d'adopció LGBT es deixen a la decisió judicial. Els opositors a l'adopció LGBTQ argumenten que les persones LGBTQ no estan preparades per criar fills i això té efectes adversos en la criança i el creixement dels infants. Hi ha barreres presents entre les famílies LGBT en el procés d'adopció, incloent-hi la discriminació per part de les agències en totes les etapes, l'estigma dels treballadors socials, els pares biològics, els jutges i advocats, i altres membres de la família biològica. Cal destacar que l'adopció és generalment l'opció número u de formació familiar per a les persones LGBTQ i l'últim recurs per a les persones heterosexuals. A més, la recerca demostra que els pares LGBTQ són tan capaços de ser pares com els pares heterosexuals i són capaços de criar fills físicament i emocionalment sans i ben adaptats. Hi ha molta pressió social relacionada amb la criança adoptiva queer, inclòs l'adequació dels rols de gènere heteronormatius, que les agències d'adopció promouen i fomenten, sobretot als Estats Units. Les persones queer es veuen obligades a amagar o minimitzar la seva orientació sexual per adaptar-se a aquestes normes de gènere i aparèixer com un candidat més "adequat" i "legítim" per a l'adopció. Si s'eliminés l'estigma, hi podria haver una relació mútuament beneficiosa entre les agències d'adopció i les persones LGTBQ+, i amb això la reducció dels principals factors d'estrès entre les persones LGTB durant aquest moment d'angoixa. Tanmateix, la recerca avala que «les persones LGBTQ haurien de ser considerades com a actius molt valuosos pel sistema de benestar infantil i les agències d'adopció». Per tant, l'adopció és un sistema complex.

### Judicis
El 1968, el californià Bill Jones es va convertir en un dels primers homes gais a adoptar un nen. Més tard va participar en el moviment pels drets dels homosexuals amb Glide Memorial Church.
Sandy Schuster i Madeleine Isaacson, que es van conèixer a la seva església pentecostal, van guanyar la primera batalla per la custòdia dels Estats Units a favor d'una parella de lesbianes el 1978.
El gener de 2008, el Tribunal Europeu de Drets Humans va dictaminar que una persona candidata legalment qualificada i adequada no ha de ser exclosa de l'adopció a causa de la seva orientació sexual.
El 2010, un tribunal de Florida va declarar que "els informes i estudis conclouen que no hi ha diferències en la criança dels homosexuals o en l'adaptació dels seus fills", per tant, el Tribunal està convençut que la qüestió està tan fora de discussió que seria irracional sostenir el contrari.

### Fulton contra Ciutat de Filadèlfia
Fulton contra la ciutat de Filadèlfia és un cas del Tribunal Suprem entre Catholic Social Services (CSS) i la ciutat de Filadèlfia que va tenir lloc del 4 de novembre de 2020 al 17 de juny de 2021. Els contractes de la ciutat amb les agències d'adopció prohibeixen per llei la discriminació de les parelles LGBTQ. La ciutat de Filadèlfia va rescindir el seu contracte amb CSS perquè l'agència es va negar a tenir en compte les parelles LGBTQ a l'hora de seleccionar pares d'acollida, al·legant que les seves accions es deuen a la creença religiosa que el matrimoni és entre un home i una dona. El CSS gestiona altres tipus de serveis d'acolliment familiar, com ara llars d'acollida, i va rebre milions de dòlars de Filadèlfia independentment de la rescissió del seu contracte. En el cas judicial, CSS va al·legar que la rescissió del seu contracte amb la ciutat estava obstaculitzant el seu dret de la Primera Esmena. L'advocat de Filadèlfia, Neal Katyal, va argumentar que "no es pot signar dilluns un contracte que digui que no discriminarem i dimarts seguir endavant i discriminar". El cas també pretenia anul·lar un cas anterior del Tribunal Suprem, Employment Division v. Smith (1990), que va concloure que l'aplicació neutral per part del govern d'una llei general és legítima fins i tot si afecta negativament un partit religiós. El tribunal va dictaminar que la decisió de Filadèlfia de desestimar el contracte violava els drets atorgats per la Clàusula de Lliure Exercici de la Primera Esmena. Tot i prendre partit per CSS en el cas Fulton contra la ciutat de Filadèlfia, el tribunal no va anul·lar la sentència del cas de 1990.

### Gestació per substitució
Algunes parelles LGBTQ decideixen tenir fills mitjançant gestació subrogada. Una mare subrogada és una persona que porta un òvul fecundat per espermatozoides amb la intenció explícita de donar el nadó a una altra persona perquè el criï. Tant l'òvul com l'esperma poden ser donats per la mare subrogada, un donant o un dels pares previstos. Les portadores gestacionals són una forma de mares subrogades que porten un fetus amb el qual no tenen cap relació genètica.[ cal citació ] Un estudi suggereix que les portadores gestacionals tenen taxes d'èxit més altes que les portadores que utilitzen els seus propis ovòcits.
Algunes persones es converteixen en subrogades per diners, altres per motius humanitaris o ambdues coses. Els pares que utilitzen serveis de gestació subrogada poden ser estigmatitzats, i el procés de la gestació subrogada s'enfronta a crítiques. S'han reportat històries de pares que han estat enganyats sobre quant cobraven les seves mares subrogades, cosa que ha portat a preguntes sobre l'ètica de la gestació subrogada monetitzada.

### Inseminació
La inseminació és un mètode de concepció relativament no invasiu. Per a les parelles on un o tots dos tenen úter i ovaris i no tenen problemes d'infertilitat, la inseminació d'esperma de donant pot ser un enfocament de primera línia per a la concepció. La inseminació és quan una de les parelles amb úter i ovaris és fecundada amb esperma de donant. La inseminació pot tenir lloc per via intravaginal a casa o com un procediment com la inseminació intrauterina (IIU) en un centre mèdic.
L'esperma de donant pot provenir d'un banc d'esperma, d'un familiar, d'un amic o d'un conegut. Les parelles que decideixin concebre utilitzant esperma d'un donant conegut poden haver de redactar contractes legals amb el donant que descriguin les obligacions i els drets parentals (o la manca d'aquests) del progenitor donant. Als Estats Units, això varia segons l'estat. Mentre que alguns estats exigeixen que un donant faci la seva donació a través d'un centre mèdic perquè es perdin els seus drets parentals, altres només exigeixen un acord clar i per escrit abans de la concepció.
Algunes persones que produeixen esperma el donen per motius humanitaris, altres per diners o ambdues coses. En alguns països, el donant pot optar per ser anònim (per exemple a Espanya) i en altres, no se li pot ocultar la identitat (Regne Unit). Un estudi sobre l'experiència parental lesbiana destaca això per a les dones gregues, dient: "A Grècia, les lesbianes no tenen permís per accedir a la fecundació in vitro (FIV), mentre que una dona soltera sí que té permís per motius mèdics".
Les parelles que conceben mitjançant la inseminació de donants poden trobar barreres per compartir la custòdia legal dels seus fills. Històricament, els tribunals generalment afavorien el progenitor genètic per sobre del progenitor no genètic en casos de custòdia. Tanmateix, la legalització del matrimoni entre persones del mateix sexe ha permès a alguns estats aplicar disposicions de paternitat basades en el matrimoni a les parelles de lesbianes del mateix sexe. Segons aquestes disposicions, es presumeix que ambdós cònjuges tenen la paternitat legal sobre els fills concebuts durant el matrimoni. Alternativament, el progenitor no gestacional pot passar per l'adopció per part del segon progenitor per convertir-se en el progenitor legal del nen. A més, múltiples tribunals han utilitzat doctrines com la paternitat psicològica, la paternitat equitativa i la paternitat de facto per atorgar la custòdia dels seus fills a pares no biològics ni adoptius.

### Desenvolupament de mètodes
Actualment (2015), els científics investiguen tipus alternatius de paternitat humana que poden ajudar les parelles del mateix sexe a tenir fills. Una de les possibilitats és obtenir espermatozoides de cèl·lules mare de la pell. Aquest mètode s'anomena gametogènesi in vitro i consisteix a utilitzar cèl·lules adultes i reprogramar-les perquè funcionin com a espermatozoides i òvuls. Encara no s'ha fet amb humans, però hi ha hagut preocupacions ètiques plantejades sobre aquest mètode. Alguns estan preocupats des del punt de vista de l'eugenèsia, ja que aquest mètode permetria a les persones modificar les cèl·lules que utilitzen, donant-los molt més control sobre els gens que serien presents a la descendència. Tanmateix, aquest mètode permetria als pares assegurar-se que els seus fills no corren cap risc perillós per a la salut, cosa que podria ser útil per crear fills sans.

## Tipus de família homoparental

### Homomaternitat
Es considera homomaternal aquella família a on una parella de dones esdevenen progenitores d'un o més infants. Les parelles homomaternals poden ser mares mitjançant l'adopció, la inseminació artificial de les dones, o la fecundació in vitro creuada, en què una mare dona l'òvul i l'altra gesta l'infant. També es consideren famílies homomaternals aquelles en què una de les dues dones té fills de forma natural, fruit d'una relació anterior o perquè una de les dues dones és trans.

### Homopaternitat
L'homopaternitat és la relació familiar entre dos homes i els seus descendents, també derivada de la relació jurídica que comporta la relació. La manera més freqüent en què dos homes poden ser pares es mitjançant l'adopció. Un altre mètode és la gestació subrogada, però aquesta pràctica està prohibida a tots els indrets dels Països Catalans. També es consideren famílies homoparentals aquelles en què un dels dos homes té fills de forma natural, fruit d'una relació anterior o perquè un dels dos és un home trans.

## Estadístiques

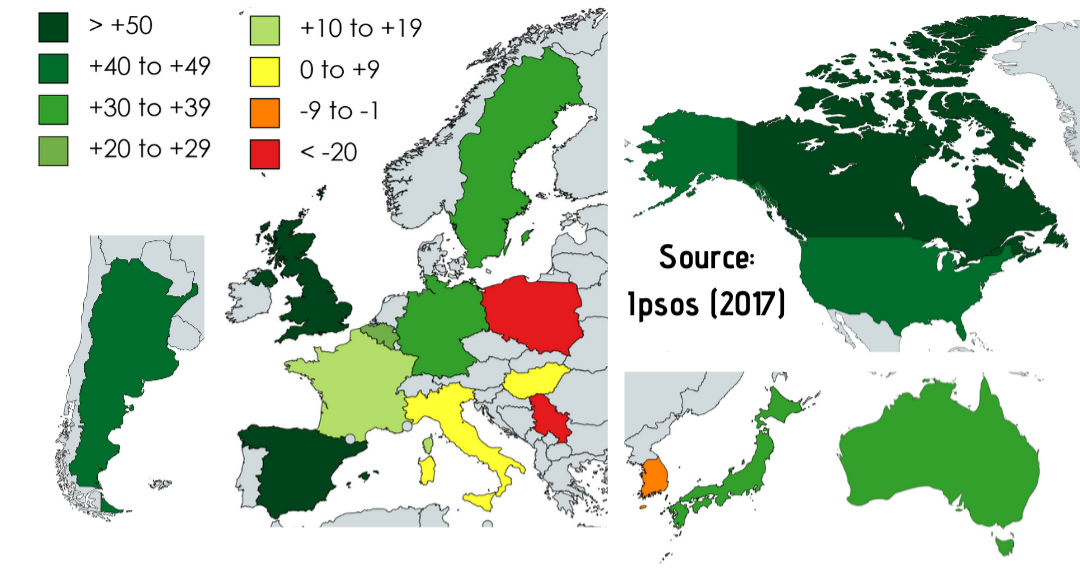
Acceptació pública de l'adopció legal per part de persones trans (Ipsos, 2017)

Les dades d'una enquesta anomenada American Community Survey realitzada entre el 2014 i el 2016 van estimar que el nombre de parelles del mateix sexe que criaven fills als Estats Units era de 114.000. De totes les parelles del mateix sexe als Estats Units, l'enquesta va estimar que el 24% de les parelles del mateix sexe femenines criaven fills, en comparació amb el 8% de les parelles del mateix sexe masculines. A més, aproximadament el 21% de les parelles del mateix sexe tenien un fill adoptat.
Una revisió bibliogràfica del 2014 de 51 enquestes a persones transgènere als Estats Units va trobar que entre una quarta part i la meitat van declarar ser pares, i que hi havia més dones trans que homes trans que ho eren. En comparació, una enquesta del 2015 a unes 27.700 persones transgènere i de gènere no conforme va trobar que el 18% va declarar ser pare o mare d'un fill. S'ha informat que les estimacions de pares gais i lesbianes als Estats Units oscil·len entre 2 i 8 milions, mentre que les estimacions de fills de pares lesbianes i gais oscil·len entre 4 i 14 milions.

Una enquesta sobre la construcció de famílies LGBT elaborada per una coalició pels drets LGBT anomenada Family Equality va trobar que, als Estats Units, el 2019:
El 63% dels millennials LGBTQ (d'entre 18 i 35 anys) es plantegen ampliar les seves famílies, ja sigui convertint-se en pares per primera vegada o tenint més fills.
El 48% dels millennials LGBTQ planegen activament ampliar les seves famílies, en comparació amb el 55% dels millennials no LGBTQ, una diferència que s'ha reduït significativament en comparació amb les generacions més grans.

El 63% de les persones LGBTQ que planegen famílies esperen utilitzar tecnologia de reproducció assistida, acolliment familiar o adopció per convertir-se en pares, un canvi significatiu respecte a les generacions més grans de pares LGBTQ per a les quals la majoria dels fills van ser concebuts a través de relacions sexuals.
Un estudi sobre l'apoderament de les parelles LGBT a Finlàndia va trobar que hi havia 4 factors que contribuïen a un major sentiment de suport:

1. Disposició dels pares per crear famílies socialment reconegudes.
2. Suport a la paternitat.
3. Col·laboració respectuosa amb tots els pares.
4. Serveis accessibles.

Segons una enquesta del 2013-14 realitzada a Polònia per l'Institut de Psicologia de l'Acadèmia Polonesa de les Ciències (IP PAN) a 3000 persones LGBT en relacions del mateix sexe que vivien al país, el 9% (11,7% de les dones i 4,6% dels homes) de les persones LGBT en parella eren pares. El cens canadenc del 2011 va arribar a conclusions similars a les de l'estudi polonès: el 9,4% de les parelles homosexuals canadenques tenien fills.
Una revisió bibliogràfica sobre el benestar econòmic de les famílies LGBT als Estats Units afirma que també hi ha una major inseguretat alimentària i menys capacitat per accedir a recursos per alleujar els efectes de la pobresa entre les famílies LGBTQ a causa de la por a la discriminació. Una raó suggerida per a això és que la majoria de les parelles LGBT pertanyen a més d'un grup marginat que tenen ingressos globals més baixos que les persones de comunitats no marginades.

## Recerca
La recerca científica ha demostrat que els pares gais i les mares lesbianes són tan aptes i capaços com els pares heterosexuals, i els seus fills estan psicològicament tan sans i ben adaptats com els criats per parelles heterosexuals. Les principals associacions de professionals de la salut mental dels EUA, Canadà i Austràlia no han identificat investigacions empíriques creïbles que suggereixin el contrari.
Als Estats Units, els estudis sobre l'efecte de la criança de fills gais i lesbianes en els fills es van dur a terme per primera vegada a la dècada del 1970 i es van ampliar durant la dècada del 1980 en el context del nombre creixent de pares gais i lesbianes que buscaven la custòdia legal dels seus fills biològics.
Els infants i els adults joves amb pares LGBT es defineixen de manera única pel fet que normalment s'identifiquen com a heterosexuals, però com a funció de la seva pertinença a una família de pares LGBT, estan exposats a l'estrès de les minories i experimenten els efectes de l'edat adulta. Per tant, una pregunta central en aquest estudi és: com expliquen els adults joves amb pares LGBT el seu sentiment de connexió o desconnexió amb la comunitat LGBT, tant com a nens (mentre creixen amb pares LGBT) com a adults joves?
Pel que fa a la transmissió dels rols de gènere, els pares LGBT es troben atrapats entre dues imatges contrastades: "es representen com a famílies heterosexuals inherentment diferents o essencialment iguals". Les lesbianes són vistes com una amenaça per a l'heteronormativitat perquè són feministes militants i antihomes, o com a cuidadores especialment segures perquè són dues dones amoroses i protectores, que és poc probable que siguin abusives sexualment. Els homes gais també es troben atrapats entre aquestes dues imatges contrastades. D'una banda, no tenen la capacitat de les dones per alletar els fills, són percebudes com a sexualment (hiper)actives i potencialment depredadores i, com les lesbianes, massa polítiques; d'altra banda, són més maternals i més femenines que els homes heterosexuals.
La suposició subjacent és que els homes gais i les lesbianes són diferents en algun aspecte essencial de les persones heterosexuals, i aquesta diferència implica la seva expressió de gènere aberrant. Per tant, no són capaços de modelar un comportament de gènere adequat per als seus fills, per exemple, la suposició que els pares gais no poden banyar les seves filles o parlar de la pubertat i la menstruació.